# 정의송
정의송(鄭意松, 1965년 8월 7일~)은 대한민국의 작곡가이자 가수이다.

## 생애
정의송은 1965년 8월 7일에 강원도 삼척에서 8남 2녀 중 7남으로 태어났다. 그의 아버지는 막노동꾼이었고 어머니가 가족의 살림을 꾸려나갔다. 그의 어머니는 그 애환을 노래로 달랬는데 트로트 곡들을 자주 부르는 편이었다. 정의송은 늘 어머니의 흥얼거리는 그 노랫소리를 들었고 자연스럽게 그 노래에 동화되어 저절로 따라부르곤 하였는데 그때 본인에게 트로트의 감성이 배었고 트로트 작곡가로 활동하는 밑바탕이었다고 회고하였다.
삼척국민학교에 재학할 무렵 맏형이 선물한 아코디언에 매료되어 온종일 연주하였다고 하는데 그래서 지금도 악기 중아코디언을 제일 좋아한다. 학창 시절 정의송은 말수가 없고 수줍움을 많이 타는 학생이었으며 감수성이 예민하여 늘 공상에 빠져들곤 하였다. 하지만 본인은 섬세하고 감성이 풍부한 성격이 작곡가로서의 삶을 살아갈 수 있게 하였다고 회고하였다.
중학교 시절 집에 하숙하던 철도 공무원이 있었는데 직장을 마치고 돌아오면 늘상 기타를 쳐서 그 기타에 빠져서 매일 그 공무원의 방에서 기타를 배웠다. 결국 정의송은 기타를 구입하였다. 그의 맏형은 정의송의 음악성을 알아차리고 이후 언제나 그의 지원자가 되어주었다. 그때부터 정의송은 독학으로 작곡하고 틈틈이 노래를 만들었지만 음악을 하겠다는 생각은 아니었다. 단지 음악이 좋았고 그 시간들이 즐거웠기 때문이었다. 그때만 해도 그의 꿈은 문학가가 되는 것이었기 때문이다.
이후 삼척고등학교에 진학하였다. 어느 날 조용필의 콘서트를 관람한 이후 오로지 가수를 꿈꾸었다. 이후 정의송은 학교에 책가방보다는 기타를 메고 등교를 하였다. 이게 문제가 되어 교사들에게 수없이 야단을 맞았지만 가수의 꿈을 포기하지 않았다. 3학년 때 그의 담임 교사는 "정의송은 원래 이런 놈이야. 그러니까 놔두자."하고 그를 인정하게 되었는데 본인은 그 담임을 자신의 모든 것을 있는 그대로 인정해 주는 사람이었다고 회고하였다. 하지만 학업은 뒷전이고 노래에만 빠진 그였기에 늘상 아버지에게 혼이 나기 일쑤였고 정의송은 그런 아버지가 너무도 싫었었다고 한다. 그해 《삼척시민 노래자랑》이 있었는데 그 대회에서 최우수상을 받은 후 아버지께서 그를 인정하였고 그제서야 그는 마음놓고 노래에 전념할 수 있었다.
1984년에 삼척고를 졸업하였다. 이때 그는 졸업 앨범조차 받을 돈이 없어 결국 앨범을 받지 못했다. 졸업 직후 어머니에게 부탁하여 5만 원을 받아 기타를 메고 서울로 상경하였다. 하지만 막상 서울에 도착해서 노래를 할 수 있는 야간업소를 찾아다니고 오디션에 응시했지만 그에게 노래를 시켜주는 곳은 없었다. 
갈 곳이 없어진 그가 성수동 뒷골목 전봇대에 붙어있는 구직 포스터가 눈에 띄어 그곳을 찾아가서 일을 달라고 하자 담당자는 "이 곳은 노래하는 곳이 아니다. 그냥 가라."고 말하며 받아주지 않았다. 기타를 멘 정의송의 행색이 미덥지 않았던 것이다. 하지만 갈 곳 없는 정의송은 유일한 안식처가 그 곳이라고 생각하여 겨우 사정해서 공장에 취직할 수 있었다. 그는 마땅히 배운 기술이 없어서 재봉 후에 실밥을 따는 일을 하게 되었다. 일단 직장이 해결된 그의 마음은 행복하였다. 당시 월급으로 110000원을 받았는데 절반은 음악을 위해 사용하였다고 회고하였다. 낮에는 공장에서 일하고 밤엔 음악학원에 다니면서 노래공부를 하였다. 그러면서 동대문에서 종로까지 모든 음악다방을 다니면서 무료로 노래를 시작하게 되었다. 돈을 받지는 못했지만 노래를 할 수 있다는 그 기쁨은 이루 말할 수 없었다고 회고하였다.
공장에서 직장생활을 한지 1년 6개월이 지나 마천동의 '라이브'라는 업소에서 월급은 물론이고 숙식도 다 해결해준다고 하여 공장을 그만두고 업소에 갔지만 그 업소 역시 정의송에게는 만족스럽지 못했다. 그 업소는 장사가 되지 않아 그는 월급도 받지 못하고 노래를 해야 했다.
이후 군에 입대하라는 통지서를 받았다. 사장이 그동안 수고했다며 5만 원을 지급하였고 삼척으로 내려갔다. 서울에 상경할 당시에도 5만 원을 받았는데 귀향하는 때에도 5만 원밖에 받지 못한 자신을 질책하였다. 육군을 전역하고 다시 서울에 다시 가수의 꿈을 안고 상경했지만 역시나 가난한 생활의 연속이었다. 마침내 1992년에 정의송은 가수의 꿈을 포기하고 작곡가로 전향하였다. 학창 시절부터 틈틈이 작곡을 연습해 왔던지라 작곡가가 되는 것이 어쩌면 성공할 것 같은 생각이 들었다. 작곡가로 전향한 후 노래를 하자고 다짐하고 수많은 노래를 만들었다. 당시 작곡했던 수많은 곡들은 현재도 조금씩 발표되고 있다. 이후 고급 레스토랑에서 샹송과 칸소네를 불렀고 스탠드바나 카바레에서는 트로트를 불렀다. 정의송은 당시의 음악적 경험들이 자신에게 다양한 장르의 곡을 만들게 해주는 원천이 되어 주었다고 회고하였다.
그러던 1994년에 김혜연에게 만들어 준 '서울 대전 대구 부산'이 크게 히트하면서 정식으로 작곡가로써의 명성을 알렸다. 그 이후로 소명의 '빠이빠이야'와 송대관의 '사랑해서 미안해' 등의 곡이 크게 히트하게 되어 정의송은 일약 히트 작곡가가 되었다. 하지만 그에겐 언제나 가수에 대한 미련과 못다한 그 꿈에 갈망하고 있었고 결국 1999년에 본인의 앨범을 발표하며 가수로 데뷔하였다.

## 학력
- 1978년 삼척국민학교 졸업
- 1981년 삼척중학교 졸업
- 1984년 삼척고등학교 졸업

## 대표곡
- 장윤정 - 어부바, 첫사랑
- 소유미 - 그대와
- 소유찬 - 매운 사랑
- 김다현 - 님이여, 어란애, 소녀의 기도, 파이팅!, 코로나 아웃
- 이수진 - 한 방에 훅, 강진애
- 소명 - 빠이 빠이야, 유쾌 상쾌 통쾌, 미안해 고마워 사랑해(미.고.사)
- 김혜연 - 서울 대전 대구 부산, 참아주세요(뱀이다)
- 송대관 - 사랑해서 미안해, 내 이야기
- 김용임 - 빙빙빙, 훨훨훨, 내 사랑 그대여, 내 인생의 공
- 문희경 - 금사빠 은사빠, 가시리, 옵서예 서귀포, 잘가요 내 사랑
- 홍자 - 눈물의 술잔
- 유지나 - 무슨 사랑
- 윤태화 - 찍고 찍고 찍고
- 임주리 - 사랑한 후에
- 가을이(품바) - 가지말아요, 얼음새 꽃
- 서정아 - 비비각시, 아니 뭐
- 정수라 - 우리둘이
- 류계영 - 인생
- 신유 - 꽃물, 말이야
- 금잔디 - 신사랑 고개

## 수상
- 2003년 모범 작곡가상 수상
- 2004년 남인수 기념사업회 작곡가상 수상
- 2005년  인기 작곡가상 수상
- 2006년 올해의 작가상 수상
- 2007년 올해의 작곡가상 수상
- 2015년 MBC가요베스트 작곡가상 수상
- 2017년 대한민국청소년지도자대상제전 작곡대상